# Јелена Гинко
Јелева Валерјевна Гинко (рус. Елена Валерьевна Гинько; Гомељ, СССР 30. јул 1976) је белоруска атлетичарка специјалиста за брзо ходање.

## Значајнији резултати
| Год. | Такмичење                         | Место                               | Плас. | Дисцил. | Рез.    |
| ---- | --------------------------------- | ----------------------------------- | ----- | ------- | ------- |
| 2001 | Европски куп у брзом ходању 2001. | Дудинци, Словачка                   | 17    | 20 км   | 1:33:21 |
| 2002 | Европско првенство на отвореном   | Минхен, Немачка                     | –     | 20 км   | Дискв.  |
| 2004 | Олимпијске игре                   | Атина, Грчка                        | 9     | 20 км   | 1:30:22 |
| 2005 | Светско првенство на отвореном    | Хелсинки, Финска                    | 13    | 20 км   | 1:31:36 |
| 2006 | Светски куп у брзом ходању        | Ла Коруња, Шпанија                  | 8     | 20 км   | 1:29:06 |
| 2006 | Европско првенство на отвореном   | Гетеборг, Шведска                   | –     | 20 км   | Дискв.  |
| 2007 | Европски куп у брзом ходању 2007. | Лимингтон Спа, Уједињено Краљевство | 3     | 20 км   | 1:28:29 |
| 2007 | Светско првенство на отвореном    | Осака, Јапан                        | 16    | 20 км   | 1:35:59 |
| 2008 | Светски куп у брзом ходању        | Чебоксари, Русија                   | 9     | 20 км   | 1:29:35 |
| 2008 | Олимпијске игре                   | Пекинг, Кина                        | –     | 20 км   | Дискв.  |

## Лични рекорди
: На отвореном
- 10.000 м ходање: : 43:38,3 мин, 27. мај 2006. Брест
- 10 км ходање: 42:53 мин, 17. септембар 2005. Краков
- 20 км ходање: 1:28:11 мин, 12. март 2005. Адлер
- 50 км ходање: 4:18:53 мин, 19. октобар 2008, Сканцорошате

:У дворани
- 10.000 м ходање: 44:07,43 мин 28. јануар 2006. Могиљев

## Спољашњње везе
- Профил на ИААФ
- Јелена Гинко на сајту Sports-Reference.com (архивирано)